# Korija
 Ovo je glavno značenje pojma Korija. Za druga značenja pogledajte Katedrala sv. Jakova Starijeg u Krbavi.
Korija je naselje u Republici Hrvatskoj, u sastavu Grada Virovitice, Virovitičko-podravska županija. 

## Stanovništvo
Prema popisu stanovništva iz 2011. godine, naselje je imalo 767 stanovnika te 260 obiteljskih kućanstava.

## Povijest
Negdje na području današnje Korije u 13. stoljeću nalazilo se mjesto Sv. Ambrozija, koje nestaje za turskih osvajanja, dok se ime Korija prvi puta spominje kao Imanje Korija 1864. godine u sastavu virovitičkoga vlastelinstva. U sastavu Virovitice je od 1880. godine. Naselje Korija postoji kao pustara 1745., a 1857. ima 54 stanovnika. Korija 1913. ima i privatnu učionicu, a 1924. otvorena je osnovna škola. Bila je sjedište istoimenog posjeda površine 1439 jutara. Park u Koriji ide u red ostataka povijesnih parkova u kome se nekada nalazila drvena kapela građena na tradicijski način - na hrvatski vugel. Danas u mjestu djeluje i aktivna udruga umirovljenika, 1998. osnovan je i Nogometni klub Omladinac, a odnedavno djeluje i udruga Mara Matočec. Godine 2008. započela je i gradnja, da bi već 21. prosinca 2009. godine održana i prva sveta misa u novoizgrađenoj crkvi Pohođenja Blažene Djevice Marije. 
| broj stanovnika | 54    |       | 207   | 198   | 268   | 256   |       | 522   | 756   | 851   | 884   | 867   | 805   | 860   | 858   | 767   | 648   |
|                 | 1857. | 1869. | 1880. | 1890. | 1900. | 1910. | 1921. | 1931. | 1948. | 1953. | 1961. | 1971. | 1981. | 1991. | 2001. | 2011. | 2021. |

## Poznate osobe
- Mara Matočec (Đelekovec, 1886. - Korija, 1967.), pučka spisateljica, kulturna aktivistica, pjesnikinja, dramatičarka, političarka; borkinja za ženska prava, javna i prosvjetna djelatnica

- Stjepan Pantelić, (Korija, 1942. - ?) diplomirao teologiju u Mainzu, naročito se bavio proučavanjem crkvene povijesti i povijesti Hrvata